# 메클렌부르크 공작 크리스티안 루트비히
메클렌부르크 공작 크리스티안 루트비히(Duke Christian Louis of Mecklenburg, 1912년 9월 29일 ~ 1996년 7월 18일)은 메클렌부르크슈베린의 마지막 대공인 프리드리히 프란츠 4세의 둘째 아들이었다.